# Heimatmuseum Ebern
Das Heimatmuseum Ebern am so genannten Grauturm ist ein Heimatmuseum in Ebern.
Das Museum geht auf eine im Jahr 1965 vom Bürgerverein Ebern begründete ortsgeschichtliche Sammlung zurück. Das Museum ist einem von der Stadt Ebern gestellten, ehemaligen Sparkassengebäude neben dem „Grauturm“ untergebracht. Nach mehreren Erweiterungen zeigt es in 18 Räumen etwa 3500 Exponate, darunter historische Bestände aus der Stadt und dem ehemaligen Landkreis Ebern. Neben Bodenfunden und einer kleinen naturkundlichen Sammlung sind dies vor allem Geräte aus den Bereichen Handwerk, Land- und Forstwirtschaft sowie Hausrat und bäuerliches Mobiliar.

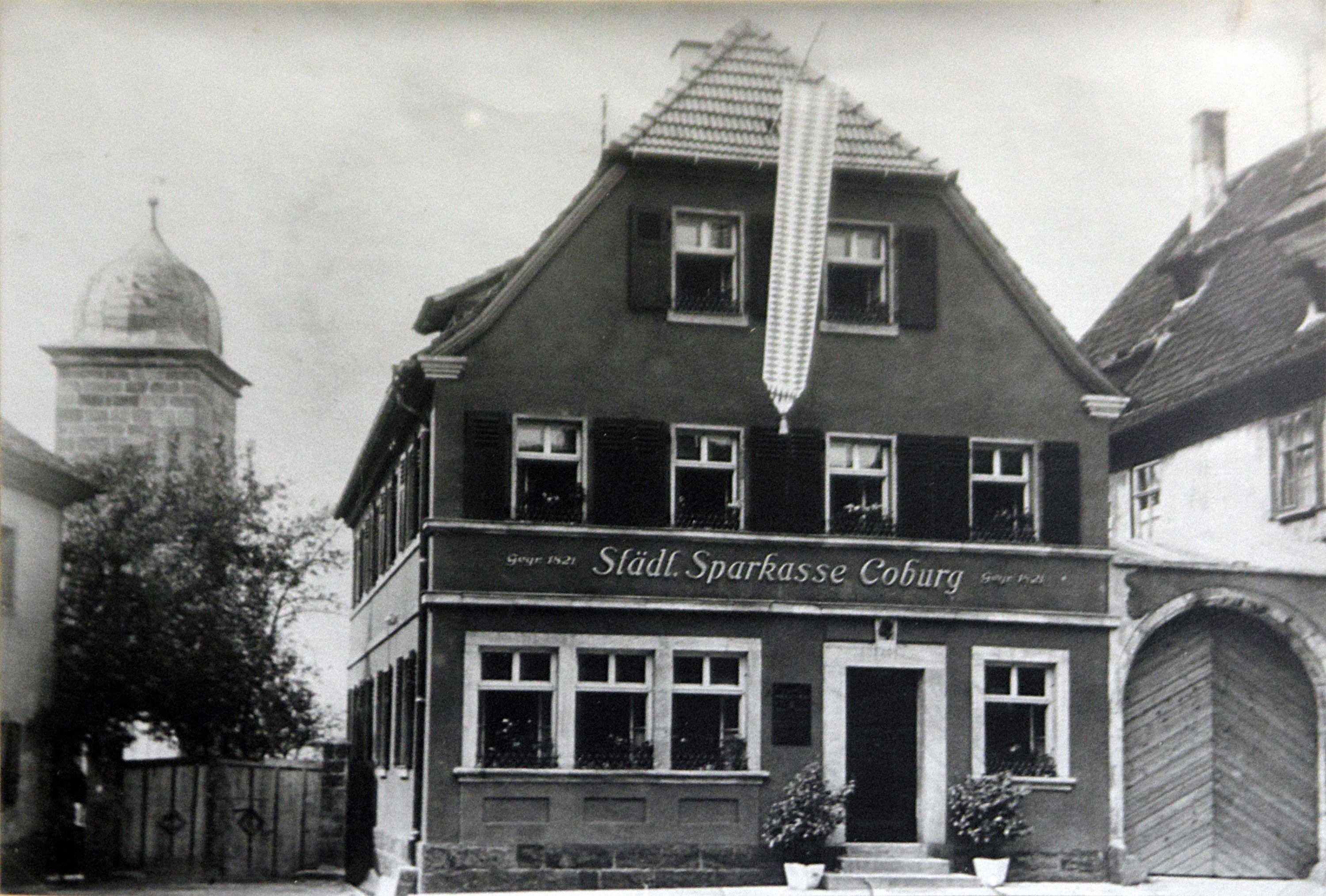
Alte Sparkasse

Mit Wirkung vom 1. Oktober 1971 wurden aufgrund der von Bgm. Franz Hübl geführten Verhandlungen die drei Erdgeschossräume in der alten Sparkasse neben dem Grauturm, in der zuletzt die AOK-Geschäftsstelle untergebracht war, durch die Stadt Ebern angemietet und dem Bürgerverein für das „Stadtmuseum“ – den Namen „Heimatmuseum“ erhielt es erst später – zur Verfügung gestellt mit der Bitte, veranlassen zu wollen, dass die gemieteten Räume alsbald ihrer Zweckbestimmung zugeführt werden.
Im Sommer 1977 konnten die ersten drei Räume des 1. Obergeschosses in das Museum einbezogen werden; außerdem entschloss man sich, den bis dahin als unbrauchbar gehaltenen Dachboden – eine kaum betretbare Rumpelkammer, in die der Himmel durch die Ritzen der Dachziegel hereinschaute – auszubauen. Herausgekommen ist der Raum für die landwirtschaftlichen Geräte, der vielleicht schönste und stilvollste Teil des Museums. Zwei Jahre später wurden die zwei noch im Haus befindlichen Wohnungen im 1. und 2. Obergeschoss frei und seitens der Stadt dem Verein zum weiteren Ausbau des Museums überlassen.
Durch die Einbeziehung neuer Räume in den Museumsbereich war noch einmal eine völlige Umgestaltung des Hauses erforderlich. Dank Simon Hafenecker, zu dieser Zeit Museumsleiter, konnte das „Eberner Schatzkästlein“ – wie man es auch genannt hat – am letzten Juli-Sonntag des Jahres 1981 zum dritten Mal eröffnet werden. „40 Jahre Heimatmuseum“ feierte der Bürgerverein als Träger mit einem Kommers am Sonntag, 12. Januar 2014 – auf den Tag genau 40 Jahre nach der Eröffnungsfeier –, in der Frauengrundhalle in der „Alten Kaserne“ von Ebern.
Die Homepage ist modern und attraktiv gestaltet, inzwischen gibt es Kindermuseumsführer, um auch den Jüngsten einen altersgerechten Zugang zu den Exponaten zu verschaffen, Sonderausstellungen finden überregional Anklang und mit Hilfe eines zeitgemäßen Programms namens „Vino“ werden die Bestände zurzeit wissenschaftlich inventarisiert.
Das Heimatmuseum ist im 21. Jahrhundert angekommen und hat doch nichts von dem Charme verloren, den das Haus bei seiner Eröffnung Anfang des Jahres 1974 auszeichnete. „Es ist ein Museum mit Herz, in dem sich der Besucher wohlfühlt, in dem er die Dinge anfassen darf, wo sich Erwachsene und Kinder in die Schulbank setzen und laut freuen dürfen und wo man ständig Neues entdeckt“, schwärmt der heutige Museumsdirektor Ingo Hafenecker.
Dass noch immer der Bürgerverein Träger dieses Kleinods unter den Museen in der Region betreibt, ist ein Glücksfall. Gerade der ehrenamtliche Einsatz der Mitglieder, die Verbundenheit mit Ebern und seinen historischen Schätzen und die Liebe zum Objekt hat diese Einrichtung über die Jahrzehnte geprägt und wohl auch vor allzu gleichmacherischen Zeitströmungen bewahrt.

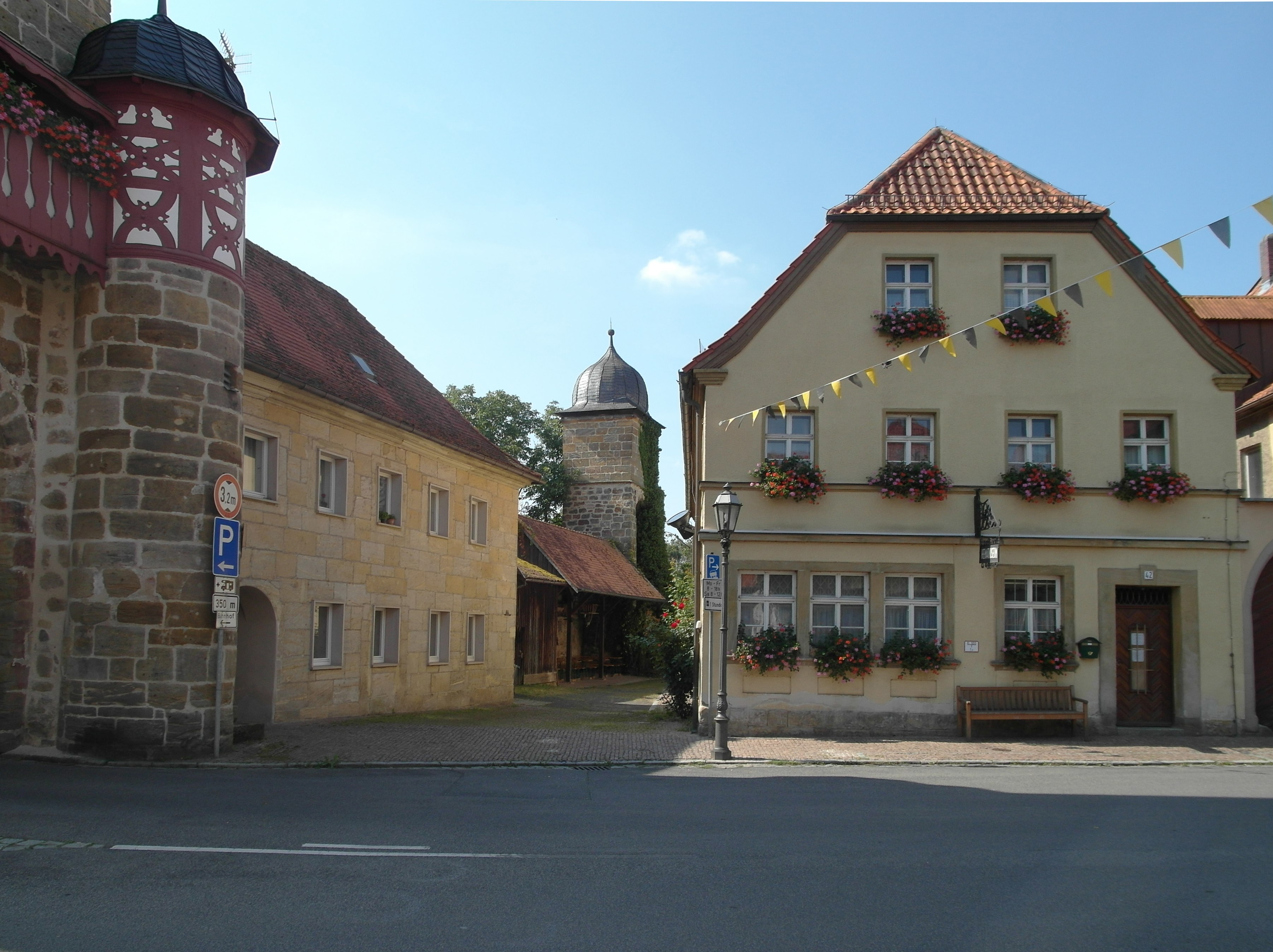
Heimatmuseum Ebern neben dem Grauturm